# Wapen van Ulestraten

Wapen van Ulestraten

Versie volgens het register van de Hoge Raad van Adel

Het wapen van Ulestraten bestaat uit een weergave van de kerkpatroon van de voormalige gemeente Ulestraten met daarop de wapens van de geslachten Hoensbroek en Aspremont-Lynden-Rechem.

## Geschiedenis
De beschrijving luidt:
"In azuur de H.Catharina, met gelaat en haardos en handen van natuurlijke kleur, gekroond van goud, in een gewaad van hetzelfde, staande op een terras van sinopel, met den rechtervoet geplaatst op het ter neder liggende lichaam van keizer Maxentius, gekleed van sabel, op het hoofd een gouden kroon, en in de hand een gouden scepter hebbende; de heilige heeft een rad met pinnen van zilver aan hare linkerzijde, draagt in de rechterhand een ontbloot zwaard van zilver met gevest van goud, en met de punt omlaag, en in de linkerhand een van goud gekroond schild; gedeeld; rechts het wapen der familie Hoensbroek, beladen met 8 fascen beurtelings van zilver en keel en over alles heen een van goud gekroonde, getongde en geklauwde tweestaartige leeuw van sabel; links het wapen der graven van Aspremont-Lynden-Rechem, gevierendeeld; het eerste en vierde kwartier van keel beladen met een kruis van goud, het tweede en derde kwartier van goud beladen met een klimmende leeuw van keel; het geheel omgeven door het randschrift "Gemeentebestuur van Heer"
Ontbrekend op de tekening van het register van de Hoge Raad van Adel, maar wel in de beschrijving is het randschrift. De heilige Catharina, met haar rechtervoet op keizer Maxentius, houdt een wapenschild vast met daarop de wapens van de genoemde geslachten in de beschrijving, dit ter herinnering aan de historische verbondenheid van Ulestraten met deze geslachten. De heerlijkheid Ulestraten werd door Van Hoensbroek-Geul gepacht die de heerlijke rechten hadden gekocht van Ernest graaf van Lijnde-Reckheim. Het wapen werd op 13 april 1889 verleend aan Ulestraten. Ulestraten werd als gemeente opgeheven in 1982 en toegevoegd aan de gemeente Meerssen. Er werden geen elementen van Ulestraten overgenomen in het nieuwe wapen van Meerssen.

## Verwante wapens

Van Hoensbroeck
Wapen van Rekem (D'Aspremont Lynden)

## Bron
- register[dode link] van de Hoge Raad van Adel

Ambt Montfort
· Amby
· Amstenrade
· Arcen en Velden
· Baexem
· Beegden
· Beek
· Belfeld
· Bemelen
· Berg en Terblijt
· Bingelrade
· Bocholtz
· Borgharen
· Born
· Broekhuizen
· Broeksittard 
· Buggenum
· Bunde
· Cadier en Keer
· Echt 
· Eijsden
· Elsloo
· Eygelshoven
· Geleen
· Gennep
· Geulle
· Grathem
· Grevenbicht
· Gronsveld
· Grubbenvorst
· Gulpen 
· Haelen
· Heel
· Heel en Panheel
· Heer
· Helden
· Herten
· Heythuysen
· Hoensbroek
· Horn
· Horst
· Houthem
· Hulsberg
· Hunsel
· Itteren
· Jabeek
· Kessel
· Klimmen
· Limbricht
· Linne
· Maasbracht
· Maasbree
· Maasniel
· Margraten
· Meerlo
· Meerlo-Wanssum
· Meerssen
· Meijel
· Melick en Herkenbosch
· Merkelbeek
· Mheer
· Montfort
· Munstergeleen
· Neer
· Neeritter
· Nieuwenhagen
· Nieuwstadt
· Noorbeek
· Nuth
· Onderbanken
· Obbicht en Papenhoven
· Ohé en Laak
· Oirsbeek
· Ottersum
· Oud-Valkenburg
· Oud-Vroenhoven
· Posterholt
· Roggel
· Roggel en Neer
· Roosteren
· Schaesberg
· Schimmert
· Schinnen
· Schinveld
· Sevenum
· Simpelveld
· Sint Geertruid
· Sint Odiliënberg
· Sint Pieter
· Sittard
· Slenaken
· Spaubeek
· Stramproy
· Stevensweert
· Susteren
· Swalmen
· Tegelen
· Thorn
· Ubach over Worms
· Ulestraten
· Urmond
· Valkenburg
· Vlodrop
· Wanssum
· Wessem
· Wijlre
· Wijnandsrade
· Wittem